# Palicourea xanthina
Palicourea xanthina är en måreväxtart som beskrevs av Dc.. Palicourea xanthina ingår i släktet Palicourea och familjen måreväxter. Inga underarter finns listade i Catalogue of Life.